# Peruco Santiagueño (pera)
Peruco Santiagueño es el nombre de una variedad cultivar de pera europea Pyrus communis. Esta pera está cultivada en diversos viveros entre ellos algunos dedicados a conservación de árboles frutales en peligro de desaparición. Esta pera es originaria de la  Provincia de Palencia concretamente en Carrión de los Condes, al norte de la comarca natural de Tierra de Campos, donde tuvo su mejor época de cultivo comercial en la década de 1960, y actualmente en menor medida aún se encuentra.

## Historia
'Peruco Santiagueño' está considerada incluida en las variedades locales autóctonas muy antiguas, cuyo cultivo se centraba en comarcas muy definidas. Se caracterizaban por su buena adaptación a sus ecosistemas y podrían tener interés genético en virtud de su adaptación. Se encontraban diseminadas por todas las regiones fruteras españolas, aunque eran especialmente frecuentes en la España húmeda. Estas se podían clasificar en dos subgrupos: de mesa y de sidra (aunque algunas tenían aptitud mixta).
'Peruco Santiagueño' es una variedad clasificada como de mesa, difundido su cultivo en el pasado por los viveros comerciales y cuyo cultivo en la actualidad se ha reducido a huertos familiares y jardines privados.

## Características
El peral de la variedad 'Peruco Santiagueño' tiene un vigor Medio; florece a inicios de mayo; tubo del cáliz pequeño, en embudo cónico con conducto estrecho de longitud variable, y con pistilos verdes.
La variedad de pera 'Peruco Santiagueño' tiene un fruto de tamaño pequeño; forma turbinada breve, cuello muy corto, y con contorno irregularmente redondeado; piel fina, ligeramente untuosa; con color de fondo amarillo verdoso o amarillo cera, sobre color punteado abundante muy menudo, verde o cobrizo con aureola verdosa "russeting" (pardeamiento áspero superficial que presentan algunas variedades) muy débil; pedúnculo largo y fino, ensanchado en su extremo superior sin formar maza, con iniciación de yemas, en algún caso con una o dos hojitas, de color verde claro o parcialmente ruginoso cobrizo, recto o curvo, implantado derecho, cavidad del pedúnculo nula, e importancia del "russeting" en cavidad peduncular débil; anchura de la cavidad calicina casi nula, ondulada o ligeramente plisada; ojo pequeño, abierto, rara vez semicerrado; sépalos largos ennegrecidos, generalmente extendidos, a veces rizados o tumbados sobre el ojo, con pequeñas protuberancias carnosas entre la base de los sépalos.
Carne de color blanca; textura semi-firme, jugosa; sabor característico de la variedad, soso, áspero, poco agradable; corazón grande en proporción con el tamaño del fruto. Eje ancho, hueco en la parte superior, ligeramente lanoso. Celdillas amplias, anchas y cortas. Semillas pequeñas, semi-globosas, con iniciación de espolón, color castaño rojizo.
La pera 'Peruco Santiagueño' tiene una época de maduración y recolección muy temprana a mediados de verano, se recolecta desde finales de julio   hasta mediados de agosto. Se usa como pera de mesa fresca.